# Anthrax ricardoi
Anthrax ricardoi är en tvåvingeart som beskrevs av Greathead 2003. Anthrax ricardoi ingår i släktet Anthrax och familjen svävflugor. Inga underarter finns listade i Catalogue of Life.